# Himnos reales sumerios

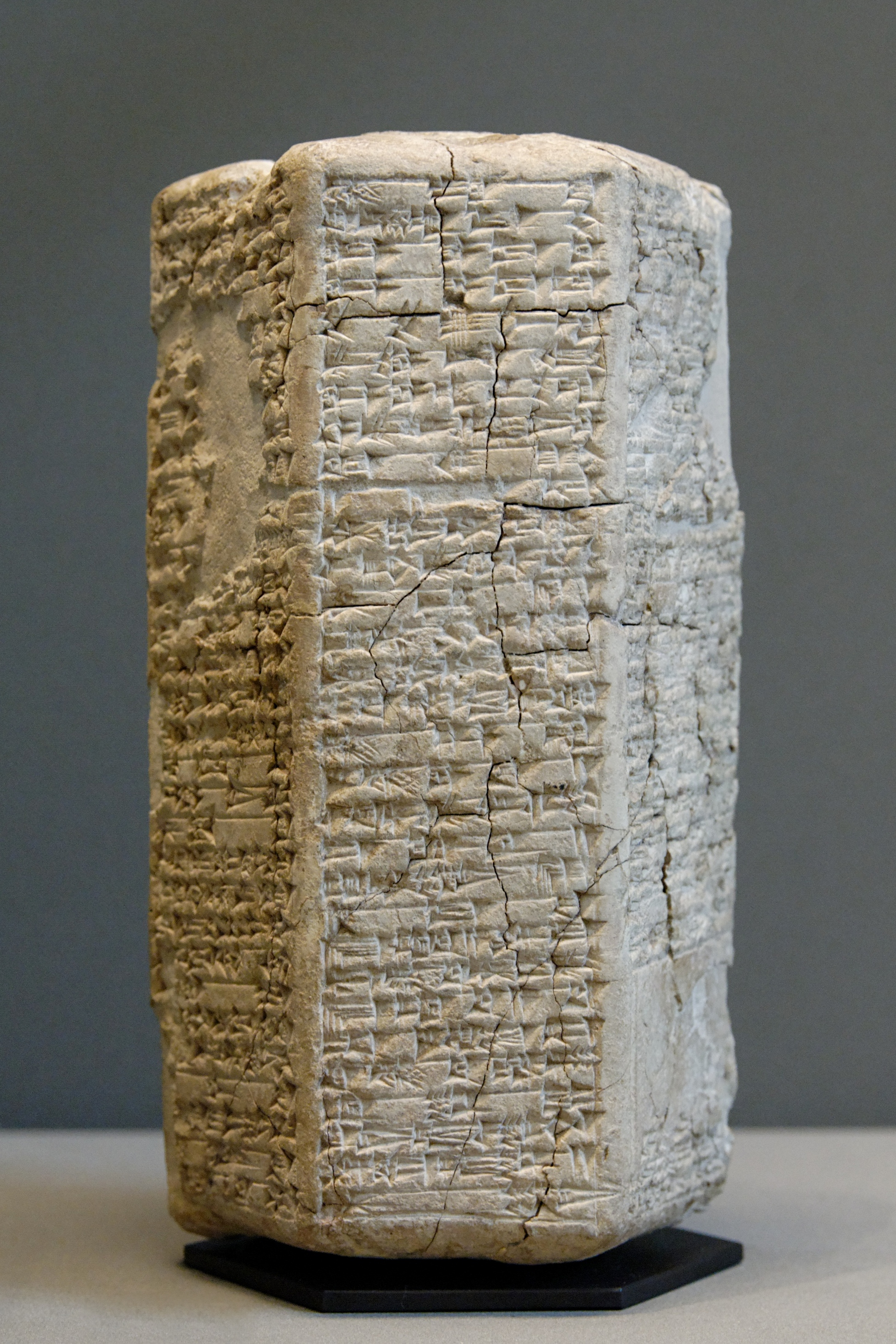
Arcilla que conserva un himno dedicado a Iddin-Dagan, ensi de Larsa, fechado hacia el 1950 a. C. (Museo del Louvre).

Los himnos reales sumerios constituyeron un género literario sumerio. En su origen narraban las hazañas bélicas de mayor importancia de los reyes de Ur en época del Renacimiento sumerio, a finales del III milenio a. C., llegando a ser el género por excelencia del Estado. Exaltaban también los papeles religioso y ceremonial de la realeza y los altos cargos sacerdotales, y reforzaban la idea de que el rey era el intermediario directo entre los dioses y el pueblo. Los himnos reales fueron especialmente populares durante el reinado de Shulgi.
En Ur existieron dos subgéneros. Unos himnos se dirigían al rey, bendiciendo su vida. Otros, mucho más complejos, se redactaron de la manera que el propio rey habría de leerlos. Probablemente todos se acompañaban con música y se recitaban o cantaban en la corte durante las celebraciones y las fiestas. Estaban escritos en sumerio, el idioma oficial de la administración y la lengua franca de los intelectuales. Sin embargo, el sumerio ya había sido olvidado por el pueblo, por lo que quizá los himnos reales fueron un intento de distanciar de él a las élites. Cuando los himnos se dedicaban a los dioses, terminaban con la observación tigi, indicando que debían acompañarse con música de timbales. Cuando se dedicaban a reyes lo hacían con zami, que significaba música de arpa y lira.
Más tarde, probablemente los himnos buscaron la legitimidad de las dinastías surgidas en Isin y Larsa tras el desmembramiento del protoimperio de Ur. Al haberse extinguido el poder de la tercera dinastía de Ur, que había controlado prácticamente toda la Baja Mesopotamia, hubo de recurrirse a la tradición sumeria que relaciona a Enlil con Nippur, anterior al Imperio acadio, cuando Sumeria estaba dividida en ciudades-Estado de igual rango.
El género perdió importancia con la llegada de Hammurabi al trono de Babilonia. Se conserva un himno real dirigido a él y escrito en acadio y sumerio, confeccionado a ejemplo de los de Ur III.